# Securidaca longipedunculata
Securidaca longipedunculata là một loài thực vật có hoa trong họ Polygalaceae. Loài này được Fresen. miêu tả khoa học đầu tiên năm 1837.